# Мехтиев, Шафаят Фархад оглы
Шафаят Фархад-оглы Мехтиев (Шафаят Фархадович Мехтиев; азерб. Şəfaət Fərhad oğlu Mehdiyev; 15 декабря 1910, Каджарская Персия — 15 декабря 1993, Баку) — советский и азербайджанский учёный, геолог-нефтяник, педагог, доктор наук, академик АН Азербайджанской ССР.

## Биография
Родился 15 декабря 1910 года.
После смерти отца вместе с семьей в 1914 переехал в Баку.
В 1930—1934 обучался на геолого-разведывательном факультете Азербайджанского нефтяного института, получил специальность горный инженер по разведке нефтяных и газовых месторождений.
Ещё в институте работал геологом в тресте «Азнефтьразведка», затем в должности геолога разведывательного участка на Мардакянском промысле, впоследствии — главный геолог Мардакяно-Тюрканской разведочной группы.
Редактировал многотиражную институтскую газету «За нефтяные кадры», затем — газету «Молодой работник», сборник «Молодой большевик», газеты «Азербайджанский спортсмен», «Гала нефтчиси» (1932—1936).
С 1936 года — геолог на Пирсагатском нефтяном промысле, в 1937—1938 — на Нефтчалинском нефтяном промысле, главный геолог, заместитель директора Азербайджанского научно-исследовательского института добычи нефти.
Участник Великой Отечественной войны. Офицером воевал в Черноморской группе войск, на Закавказском и 4-м Украинском фронтах. В марте 1944 года отправлен в тыл в качестве инженера-геолога.
В начале 1945 года защитил докторскую диссертацию.
В 1954—1958 годах — директор Института геологии им. академика И. М. Губкина Академии наук Азербайджанской ССР.
В 1958—1965 годах — ректор Азербайджанского государственного университета им. С. М. Кирова.
С 1965 года и до конца жизни учёный был руководителем отдела геологии и нефти в Институте геологии АН АзССР и заведующим кафедрой геологии и разведки нефтяных и газовых месторождений в Азербайджанской государственной нефтяной академии.
Скончался 15 декабря в 1993 года в Баку, похоронен на Аллее почётного захоронения в Баку.

## Научная деятельность
Исследовал вопросы теплового режима нефтяных месторождений Апшеронского полуострова.
Занимался проблемами происхождения нефти, в 1966 году выдвинул гипотезу глубинно-биогенного литогенеза нефти.
Академик Шафаят Мехтиев являлся редактором и составителем около 400 научных трудов, автором более 20 монографий, геологических и тектонических карт Азербайджана, карт нефтяных и газовых месторождений.
Один из авторов и редактор многотомного труда «Геология Азербайджана» (1952—1961) и «Геология CCCP», т. 47 (1967), член Главной редакции Азербайджанской советской энциклопедии (с 1976).

## Членство в организациях
- 1958 — Академия наук Азербайджанской ССР[3]
- 1984 — Международная комиссия по истории геологических наук (INHIGEO)[4].

## Память

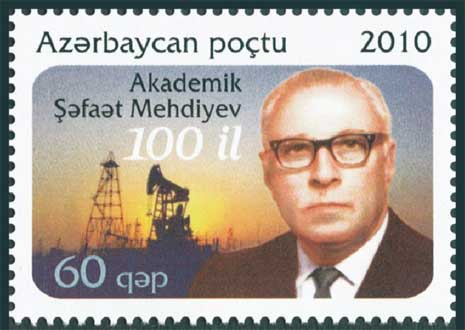
Почтовая марка Азербайджана, к 100-летию со дня рождения академика Ш. Мехтиева

- Именем академика Шафаята Мехтиева названа одна из улиц города Баку.
- В 2010 году почта Азербайджана выпустила марку, посвященная 100-летию со дня рождения академика.